# Bill Boullianne
Bill Boullianne (* 24. Dezember 1965 in Santa Monica, Kalifornien) ist ein ehemaliger US-amerikanischer Beachvolleyballspieler.

## Karriere
Boullianne spielte zunächst Volleyball sowohl an der Rolling Hills High School in Rolling Hills Estates als auch an der San Diego State University, wo er 1989 seinen Abschluss in Business Marketing machte. Von 1989 bis 2001 spielte der Kalifornier auf der AVP Tour und von 1995 bis 2000 auch auf der FIVB World Tour.
Bis 1994 war Boullianne mit verschiedenen Partnern ausschließlich in den USA aktiv. Mit John Eddo erreichte er 1992 in der Hauptstadt von Hawaii einen fünften sowie in Pensacola einen neunten Platz. Erfolgreicher war er an der Seite von Brian Lewis, als er 1994 im Finale der AVP-Open in Manhattan Beach und auf Puerto Rico stand. Ein Jahr später wurden Boullianne/Lewis Zweite in Boston und Sieger in Belmar. Mit Eric Fonoimoana und Randy Stoklos hatte Boullianne 1996 und 1997 zahlreiche gute Platzierungen auf nationalen Turnieren. Ein zweiter Platz gelang ihm allerdings in Milwaukee zusammen mit Troy Tanner. Mit David Swatik nahm er an der ersten Beachvolleyball-Weltmeisterschaft 1997 in Los Angeles teil.
Von 1998 bis 2000 war Ian Clark Boulliannes fester Partner. Auf der FIVB World Tour 1998 wurden Boullianne/Clark Dritte in Marseille, Vierte in Ostende und wiederum Dritte auf Teneriffa. 1999 gelang ihnen der Turniersieg im mexikanischen Acapulco. Auch an der Weltmeisterschaft in Marseille nahmen sie teil. Bei einem USA Challenge-Turnier im April 2000 in Deerfield Beach erreichten sie den zweiten Platz. 2000 und 2001 spielte Boullianne mit verschiedenen Partnern noch einige nationale Turniere und beendete anschließend seine aktive Karriere.

## Auszeichnungen
- 1994: AVP „Most Improved Player“